# 卡希加爾市 (蘇克雷州)

卡希加爾市（西班牙語：Municipio Cajigal），是委內瑞拉的一個市，位於該國北部蘇克雷州，首府設於亞瓜拉帕羅，面積365平方公里，2013年人口24,086，人口密度每平方公里66人。